# Mesosemia zanoa
Mesosemia zanoa is een vlindersoort uit de familie van de prachtvlinders (Riodinidae), onderfamilie Riodininae.
Mesosemia zanoa werd in 1869 beschreven door Hewitson.